# 6dF 은하 탐사
6dF 은하 탐사 (Six-degree Field Galaxy Survey) 또는 6dF, 6dFGS는 2001년에서 2009년 사이에 AAO(앵글로-오스트렐리아 천문대)에 있는 구경 1.2m 영국 슈미트 망원경으로 수행한 적색편이 탐사이다.
이 탐사에 의한 데이터는 2009년 3월 31일에 공개되었는데, 이 탐사에서는 천구의 거의 절반에 걸쳐 가까운 우주를 매핑했다. 136,304개의 스펙트럼에 의하여 110,256개의 새로운 외부 은하 적색 편이와 125,071개 은하의 새로운 카탈로그를 생성하였다. 6dF에 의한 하위 샘플에 대한 특이 속도 탐사에서는 국소 우주의 질량 분포와 벌크 운동을 측정하고 있다.
이 탐사는 2009년 7월 현재 슬론 디지털 전천 탐사 (SDSS)와 2dF 은하 적색 편이 탐사 (2dFGRS)에 이은, 세 번째 대규모의 적색 편이 탐사이다.

## 설명
6dF 탐사에서는 남쪽 천구의 17,000평방도를 커버하였는데, 이는 2dFGRS 탐사에서 조사한 영역의 영역의 약 10배이고, 슬론 디지털 전천 탐사에서의 분광 영역 커버리지의 2배 이상이다. 모든 적색편이와 스펙트럼은 에든버러 왕립 천문대에서 호스팅하고 있는 6dFGS 온라인 데이터베이스를 통하여 사용할 수 있으며, 온라인 6dFGS 아틀라스는 케이프타운 대학교를 통해 제공하고 있다.
6dF 탐사는 호주 뉴사우스웨일즈의 사이딩 스프링 천문대에 있는 1.2미터 영국 슈미트 망원경으로 수행되었는데, 이 6dF 장비로는 특정 방향에서 6도의 시야를 관찰할 수 있으며, 필드 플레이트당 150개의 광섬유가 있는 다중천체 광섬유 분광기를 보유하고 있다.
종전의 적색편이 및 특이 속도 조사와 비교되는 6dF Galaxy Survey의 특징 중 하나는 근적외선 소스를 선택한 것이다. 주된 탐사 대상 카탈로그는 2 마이크론 전천 탐사 카달로그에서 선택된다. 이러한 탐사 영역대에서 은하를 선택하면 아래와 같은 몇 가지 이점이 있다.
- 은하의 근적외선 분광 에너지 분포는 가장 오래된 항성 집단의 빛, 즉 항성 질량의 대부분에 의해 지배된다. 전통적으로 탐사에서는 더 젊고 더 푸른 별이 지배하는 은하계에서 대상 은하를 선택했다.
- 먼지에 의한 소멸 효과는 장파장에서 더 작다. 표적 은하의 경우, 이것은 전체 근적외선 광도가 은하 방향에 의존하지 않는다는 것을 의미하며 따라서 은하 질량의 신뢰할 수 있는 측정을 제공한다. 게다가 이것은 6dF가 광학 선택을 통해 가능한 것보다 은하수 평면에 더 가까운 지역 우주를 매핑할 수 있음을 의미한다.

## 바리온 음향 진동의 감지
6dF 탐사는 바리온 음향 진동 (BAO) 신호를 감지할 수 있을 만큼 충분히 대형인 몇 안 되는 탐사 중의 하나이다. 6dF의 낮은 적색 편이는 거리 사다리 기술과 경쟁할 수 있는 불확실성으로 허블 상수 H 0 를 유도할 수 있도록 하였는데, 그 결과는 Beutler et al. (2011)에 보고되었는데, H0 = 67 ± 3.2 km/s/MPC이다.

## 특이 속도의 탐사
은하의 적색편이에는 우주 팽창으로 인한 후퇴 속도 (허블의 법칙 참조)와 은하 자체의 특이 속도가 포함되어 있다. 따라서 적색편이 조사만으로는 은하에 대한 정확한 3차원 분포를 제공할 수 없다. 그러나 두개의 구성 요소를 따로 측정하면 은하의 특이 속도를 조사할 수 있다. 6dF 측량에서 거리의 추정은 초기 유형 은하의 기본 평면을 기반으로 한다. 이를 위해서는 적색편이를 결정하는 것보다 훨씬 더 어려운 은하의 내부 속도 분산을 측정해야 한다. 이로써 특이 속도 조사에 이용할 수 있는 은하의 수는 전체 6dF 은하의 약 10%로 제한된다. 마지막으로 특이 속도는 적색편이와 평가되는 거리 사이의 차이 값으로 구할 수 있다.